# Ivo Prćić junior
Ivo Prćić (* 1. April 1927; † 2002) war ein kroatischer Schriftsteller, Dichter, Reiseberichter, Literaturkritiker und Bibliographer aus der Gruppe der Bunjewatzen. Einige von seinen Werken waren auch fürs Hörspiel vorbereitet.
Ivo Prćić war Schullehrer von Beruf. Er lehrte Sprachen und Literatur.
Als Journalist war Prćić Mitarbeiter bei den Zeitschriften Klasje naših ravni (die Zeitschrift der Matica hrvatska-Subotica), Žig und anderen.
Er ist der Sohn des bekannten kroatischen Prosaisten und Kollektoren Ive Prćić senior und der Vater des kroatischen Publizisten Hrvoje Prćić.

## Werke
- mit Bela Gabrić: Bibliografija kalendara 'Subotička Danica' 1971–1972 i 1984–1993.